# 29804 Idansharon
29804 Idansharon este un asteroid din centura principală de asteroizi.

## Descriere
29804 Idansharon este un asteroid din centura principală de asteroizi. A fost descoperit pe 10 februarie 1999 la Socorro, New Mexico, în cadrul proiectului LINEAR. Asteroidul prezintă o orbită caracterizată de o semiaxă mare de 2,40 ua, o excentricitate de 0,18 și o înclinație de 2,0° în raport cu ecliptica.